# 4匹の蝿
『4匹の蝿』（よんひきのはえ、伊: 4 mosche di velluto grigio、英: Four Flies on Grey Velvet）は、1971年制作のイタリアのサスペンス映画。ダリオ・アルジェント監督。
本作の原題は「灰色びろうどの上の4匹の蝿」という意味であり、原題に動物が入っている、ダリオ・アルジェントの初監督作品『歓びの毒牙』（原題『水晶の羽を持つ鳥』）、2作目『わたしは目撃者』（原題『9尾の猫』）に続く、“動物三部作”の最後を飾る作品となっている。

## ストーリー
ロックバンドのドラマーをしているロベルトは、執拗に自分をつけ回すサングラスと黒衣で身を固めた謎の男に悩まされていた。
ある晩、バンド仲間とのセッションを終えたロベルトは、薄暗い街路から自分を見つめる例の男を発見し、足早に立ち去る男を追って無人の劇場に辿り着く。
つけ回されることへのいらだちから男との口論の末、ナイフで威嚇されたロベルトは、男からナイフを奪おうとしたところ、誤って相手を刺してしまった。すると、無人の2階席から突然現れた不気味な仮面を被った人物によって、その惨状を写真に撮られてしまう。
それを契機に、ロベルトの周囲で無言電話や現場を捉えた写真が舞い込むなどの脅迫が始まる。
やがて、ロベルトの家のメイド・アミリアが犯人の正体を知って当人に脅しにかかるも殺されてしまう。一方、ロベルトに刺されたはずの男は生き延びており、ロベルトを脅しにかかるも、アミリアの死を知って手を引こうとしたところで殺されてしまう。さらに、ロベルトは周囲から「神様」と呼ばれているディオという人物に相談し、彼の助言で探偵を依頼したが、その探偵も殺されてしまい、ロベルトの妻・ニーナは恐怖に耐え切れず家を出てしまう。ニーナの親類であるダリアがロベルトの家を訪れるが、彼女も殺されてしまう。彼女の網膜から、4匹の蠅が動く様子が検出された。とうとう自分に毒牙が向くことを悟ったロベルトは、ピストルを携えて暗闇の中犯人を待ち構える。そこにニーナが入り、彼は妻のペンダントの中に蠅が入っているのを目にする。一連の事件の犯人はニーナであり、男の子を望む実父から虐待を受けていたが、父が死んだため、父と似た姿をしているロベルトを復讐のターゲットにしていたことが判明する。
ニーナはロベルトからピストルを奪い、彼を射殺しようとするが、ディオが駆けつけたため車で逃走する。だが逃走中にトラックにぶつかってしまい、フロントガラスが砕けて座席に降り注ぎ、その衝撃で彼女は首を吹き飛ばされ、車は爆発炎上した。

## キャスト
| 役名                         | 俳優                         |
| ---------------------------- | ---------------------------- |
| ロベルト                     | マイケル・ブランドン         |
| ニーナ                       | ミムジー・ファーマー         |
| 私立探偵ジャンニ・アロージオ | ジャン＝ピエール・マリエール |
| ディオ/神様                  | バッド・スペンサー           |
| ダリア                       | フランシーヌ・ラセット       |
| 病理学者                     | アルド・バフィ・ランディ     |
| カルロ・マロージ             | カリスト・カリスチ           |
| アミリア                     | マリサ・ファブリ             |

## スタッフ
- 監督・脚本 - ダリオ・アルジェント
- 製作 - サルヴァトーレ・アルジェント
- 原案 - ダリオ・アルジェント、ルイジ・コッツィ、マリオ・フォリエッティ
- 音楽 - エンニオ・モリコーネ
- 撮影監督 - フランコ・ディ・ジャコモ
- 編集 - フランソワーズ・ボノ
- 美術 - エンニオ・サバティーニ

## 映像ソフト
- 4匹の蝿 廃盤
日本劇場初公開から37年ー恐怖の帝王ダリオ・アルジェント、幻の傑作が遂に解禁!
規格品番：KIBF-797
発売日：2010年11月10日
発売元：キングレコード株式会社
販売元：キングレコード株式会社
- 4匹の蝿 HDマスター版
規格品番：ORS-7174
発売日：2016年01月29日
発売元：映像文化社
販売元：映像文化社
※初回プレスはサプライズ特典としてBlu-rayディスク付

## 備考
- 本作はイタリアでの公開後にパラマウントが世界配給権を取得し、フランスのマリアンヌ・プロと提携してフランスとベルギーの配給権を依託した。それ以来、アルジェント側はパラマウントに完全に買い上げられたと認識し、ソフト化の依頼を受けても断ってきた（権利が別扱いとなるフランスでは、何度かビデオが発売されている）。しかし、近年になってこの契約が製作から20年の期限つき権利譲渡であることが判明し、1991年には権利が製作元であるセダ・スペッタコリに戻るが、会社は1983年に倒産しており、現存していなかった。そのために約10年間、ネガの所在が明らかながら権利上から手を付けられない封印状態にあったが、アルジェントは弟のクラウディオと共に権利を自分たちの元に取り戻し、40年近い歳月を経て待望のソフト化が実現した。
- 前述の経緯から、日本でも初公開である1973年以来ビデオは未発売状態にあったが、2010年6月19日にリバイバル上映が実現し、同年11月10日にはDVDで初のソフト化が実現した。